# Magli Elster
Magli Elster (Oslo, 21 de novembre de 1912 - Oslo, 11 de maig de 1993) fou una poeta i traductora noruega de la postguerra; una de les seues primeres publicacions fou la col·lecció Trikken går i engen al 1952. Fou una de les poetes més destacades de les dècades de 1940 i 1950 al costat d'Astrid Hjertenaes Andersen i Marie Takvam; destaca per ser una de les primeres exponents noruegues de poesia eròtica.

## Obres

### Poemaris
- 1952 — Trikken går i engen (Gyldendal, Oslo)
- 1953 — Med hilsen fra natten (Gyldendal, Oslo)
- 1955 — Den syngende flåtingues (Gyldendal, Oslo)
- 1959 — En pike av tre (Gyldendal, Oslo)
- 1971 — Sekundene (Gyldendal, Oslo)

### Traduccions
- 1945, Nevil Shute: Mannen med seljefløytene (Oslo)
- 1949, Patrick Quentin amb el pseudònim Jonathan Stagge: Stjernene spår død; títol original: The stars spell death (Cappelen, Oslo)
- 1959, Tennessee Williams: Orfeus stiger ned; títol original: Orpheus descending
- 1968 — Eventyr fra England; títol original: English fairy tales (Tiden Norsk Forlag, Oslo)
- 1975, Joanne Oppenheim: På den andre siden av elva (Tiden, Oslo)
- 1975, Benkt-Erik Hedin: Dikt vi har sammen (Tiden, Oslo)